# Atina Bojadži
Atina Bojadži (izvorno Атина Бојаџи) (13. ožujka 1944. – 28. prosinca 2010.), makedonska maratonska plivačica, nazivana i "Ohridski delfin". Ostala je upamćena po tome što je bila prva žena s područja nekadašnje Jugoslavije koja je preplivala kanal La Manche.
Atina se rodila 1944. na samoj obali Ohridskog jezera i već s 11 godina oborila je sve makedonske rekorde u plivanju na kratkim stazama u slobodnom i delfin stilu. S 18 godina postaje svjetska prvakinja na duge staze i višestruki pobjednik Ohridskog maratona, što još nije nadmašeno.
Godine 1962. postaje svjetska prvakinja u maratonu na slanim vodama kada su od 23 natjecatelja samo ona i jedan Egipćanin došli na cilj na opasnoj relaciji Saida - Bejrut, i tada joj libanonski predsjednik dodjeljuje medalju za hrabrost. Vrhunac karijere joj je 9. rujna 1969. kada je preplivala za 13 sati i 20 minuta kanal La Manche, o čemu je snimljen i film Ispravi se Delfina, a odigrala ju je Neda Arnerić.
Kasnije se bavi trenerskim poslom u Los Angelesu. Polovicom 90-tih godina vraća se u Makedoniju gdje živi skromno i povučeno do svoje smrti.